# Judi Dench
Judith Olivia Dench (York, Inglaterra, 9 de diciembre de 1934), conocida como Dame Judi Dench, es una actriz y escritora británica. Debutó en las tablas en la compañía de teatro de Old Vic en 1957 y logró reconocimiento interpretando personajes shakespereanas como Ofelia en Hamlet, Julieta en Romeo y Julieta, y Lady Macbeth en Macbeth. Debutó en el cine en 1964 en la cinta dramática El tercer secreto.
Durante los siguientes veinte años, Dench se consagró como una de las actrices teatrales más importantes del Reino Unido, trabajando en la Compañía Nacional de Teatro y en la Compañía Real de Shakespeare. Logró éxito en la televisión con la comedia A Fine Romance transmitida entre 1981 y 1984, y la comedia romántica As Time Goes By en 1992. Se abrió paso en el cine como actriz secundaria en películas de éxito como el drama romántico Una habitación con vistas de 1985, hasta lograr la fama mundial al encarnar a M en la cinta de acción GoldenEye de 1995, perteneciente a la saga James Bond, un papel que repitió hasta Skyfall en 2012. Fue reemplazada después por Ralph Fiennes en el filme Skyfall hasta Sin tiempo para morir.
Candidata en siete ocasiones al premio Óscar y ganadora en 1998 por su breve participación como la reina Isabel I de Inglaterra en Shakespeare in Love, Dench también ha destacado por sus notables interpretaciones en Mrs Brown de 1997, Chocolat de 2000, Iris de 2002, Mrs. Henderson presenta de 2005, Notes on a Scandal de 2006 y Philomena de 2013. De igual manera, se ha hecho con otros premios importantes de la industria del teatro, el cine y la televisión, entre ellos seis BAFTA, cuatro BAFTA de televisión, siete Olivier, dos Premios del Sindicato de Actores, dos Globos de Oro y un Tony.
Recibió el título de «Comandante» de la Orden del Imperio Británico en 1970 y fue elevada a «Dama» en 1988. Fue declarada miembro de la Orden de los Compañeros de Honor en 2005, miembro de la Real sociedad de las Artes en 2006 y miembro del Instituto de cine británico a partir de 2011. En 2018 recibió el Premio Donostia, dentro del marco del Festival Internacional de Cine de San Sebastián. Además, ha recibido los premios honoríficos del BAFTA Fellowship en 2001 y del British Film Institute Fellowship en 2011. Es considerada una de las actrices y personalidades más influyentes de la cultura del Reino Unido.

## Biografía
Judi Dench nació en York (Reino Unido) el 9 de diciembre de 1934, en el seno de una familia de religión cuáquera. Su madre era originaria de Dublín.
Dench tuvo su primer contacto con el teatro gracias a sus padres. Su padre fue médico de cabecera del teatro de York, y su madre trabajó como encargada de vestuario. Incluso, algunos actores se hospedaban en su casa. Durante esta época, Judi se involucró en el tema teatral participando en tres producciones locales de misterio no profesionales durante los cincuenta. En 1957 sobresale su papel como la Virgen María en una obra local en los Jardines del Museo de York. Aunque inicialmente se formó como diseñadora de escenografía, desarrolló interés por la práctica del arte dramático cuando su hermano Jeff asistió a la Escuela Central de Discurso y Drama. Se aplicó y fue admitida en la escuela, entonces ubicada en el actual Royal Albert Hall. Fue compañera de Vanessa Redgrave y se graduó con un diploma laureado en drama, con cuatro distinciones por su desempeño actoral, una de ellas una medalla como «estudiante excepcional».

## Carrera

### 1957–1965: Inicios y actriz de teatro
En septiembre de 1957 realizó su debut profesional en las tablas en el Old Vic como Ofelia en Hamlet. Permaneció en dicho teatro por cuatro temporadas, desde 1957 hasta 1961. Interpretó papeles como Katherine en Henry V en 1958, una obra llevada a Nueva York que marcó su debut en América y que fue dirigida por Franco Zeffirelli. Viajó por Canadá, Estados Unidos y Yugoslavia, presentándose en diversos escenarios y en el Festival de Edimburgo. Se unió a la Compañía Real de Teatro de Shakespeare en diciembre de 1961 y allí interpretó a Anya en El jardín de los cerezos y en abril de 1962 debutó en Stratford-upon-Avon como Isabella en Medida por medida. Entre 1963 y 1964 compartió créditos en las compañías de teatro de Nottingham Playhouse y Oxford Playhouse, en obras como Macbeth que la llevaron de gira por África Occidental en promoción del British Council. En 1964 debutó en el cine con la cinta dramática El tercer secreto.

### 1966–1985: Prominencia

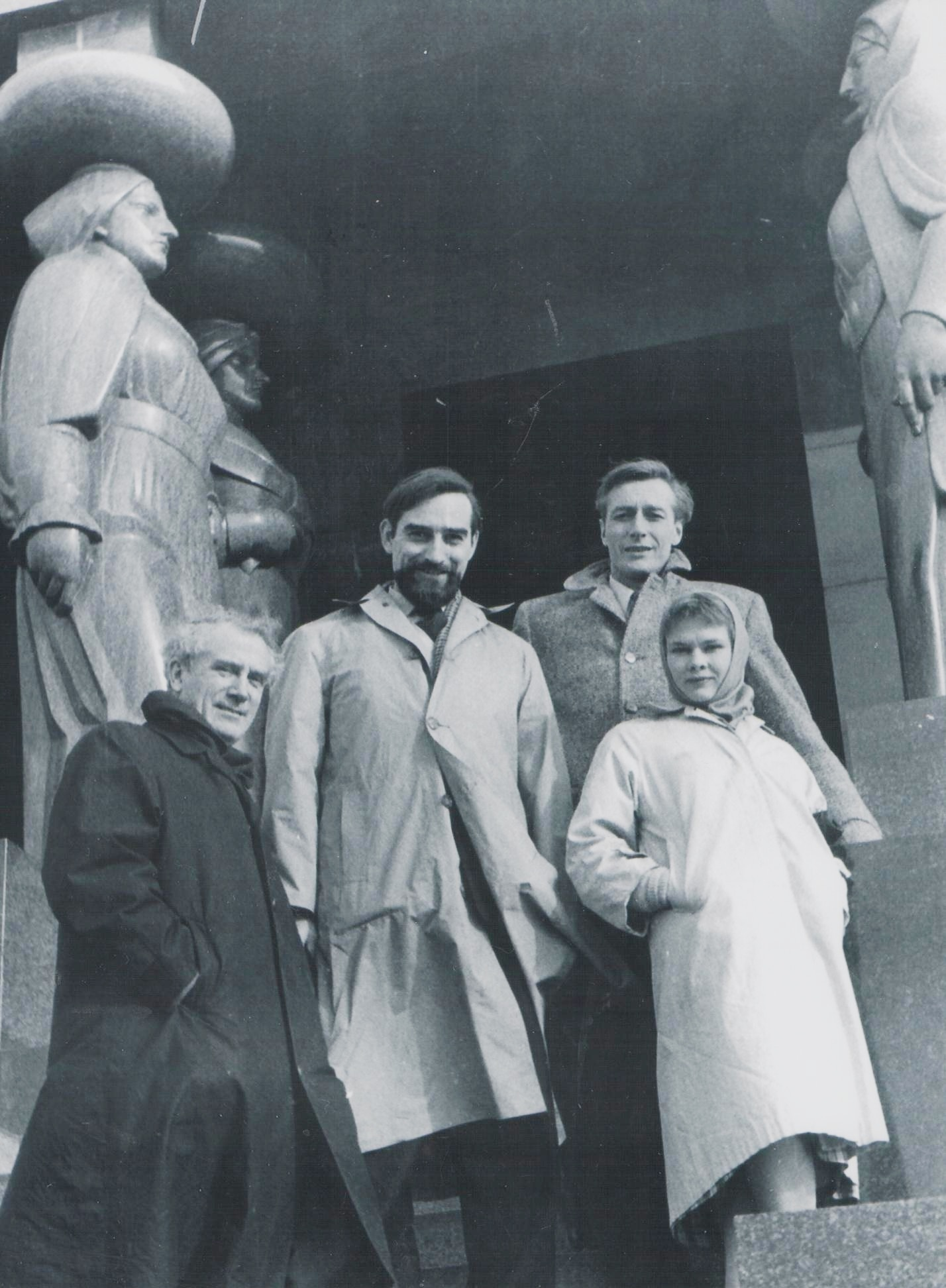
Judi Dench con los actores Laurence Olivier, Joseph O'Conor y John Neville en el Teatro Noël Coward en Serbia; principios de los setenta.

En 1966 recibió un premio BAFTA especial como «actriz promesa del cine» por su participación en la cinta Four in the Morning, seguido de un segundo BAFTA como mejor actriz de televisión en la serie Talking to a Stranger.
En 1968 consiguió el papel de Sally Bowles en la obra musical Cabaret. Sobre este papel, la autora Sheridan Morley escribió: 

Al principio [Judi] creyó que era una broma. Nunca había hecho un musical y tenía una inusual voz tan chirriante que parecía que sufriera de una gripe permanente. Estaba tan asustada de cantar en público que decidió audicionar desde los bastidores, dejando al pianista solo en el escenario.

 La obra fue estrenada en el Palace Theater de Westminster en febrero de 1968 con excelentes críticas, una de ellas comentando: «[Judi] canta bien. La canción de título, en particular, es cantada con gran sentimiento». 
Tras una larga temporada en Cabaret, Judi se reincorporó a la Compañía Real de Shakespeare por los siguientes veinte años, ganando diversos reconocimientos como «mejor actriz» por sus interpretaciones. Entre sus papeles más importantes con la compañía, se encuentran: la duquesa en la tragedia La duqueza de Malfi de 1971, Adriana en el musical La comedia de las equivocaciones de 1977, Beatrice en la comedia Mucho ruido y pocas nueces, también de 1977 y Lady Macbeth en Macbeth, esta última de 1976 y dirigida por Trevor Nunn y diseñada en un escenario minimalista en el teatro The Other Place de Stratford-upon-Avon y que enfocaba nada más que la dinámica física de los personajes de Judi e Ian McKellen (como Macbeth), el cual le generó excelentes comentarios de la crítica. Michael Billington, de The Guardian, escribió: «si esta no es una gran actuación, entonces no sé qué es». J.C. Trewin, de The Lady Magazine, escribió: «me sorprenderá si otra actriz de su generación iguala su interpretación». Sobre sus papeles cómicos con la compañía, Bernard Levin, de The Sunday Times, escribió: «[Judi] demuestra una vez más que es una actriz cómica de talento consumado, quizás la mejor que tenemos». Macbeth sería llevada a Londres y sería adaptada para la televisión en 1977; luego lanzada al mercado en formatos VHS y DVD.
En 1978 interpretó a una de las tres hermanas solteronas de la película de televisión Langrishe, Go Down, que contó con la participación de Jeremy Irons y estaba ambientada en una mansión evanescente en Waterford. En 1979 fue candidata al BAFTA por su papel como Hazel Wile en la película de televisión En hombros de gigantes. En 1985 participó con un papel secundario en la cinta romántica Una habitación con vistas, su tercera película y la de mayor éxito hasta entonces. Realizó numerosas apariciones en West End a través de los años, entre las que destaca su papel como la señorita Trant en el musical The Good Companions. Logró hacerse con el papel de Grizabella en la aclamada obra de Andrew Lloyd Webber Cats en 1981, pero tuvo que dejarlo al lesionarse el tendón de Aquiles; el papel caería en manos de Elaine Paige, a la que daría fama a nivel mundial. En 1995 participó en A Little Night Music como Desiree Armfeldt, un rol que le otorgó un premio Olivier.

### 1988–1999: Reconocimiento internacional
Tras el estreno de la película Licencia para matar en 1989, perteneciente a la saga de acción James Bond, los productores decidieron renovar la prolongada franquicia. Judi fue contratada para interpretar a M, sucediendo a Robert Brown y convirtiéndose en la primera mujer en interpretar a la jefa del agente Bond. Dicho papel fue basado ampliamente en Stella Rimington, directora del MI5. La séptima película de la saga, GoldenEye, fue estrenada en 1995 y fue protagonizada por Pierce Brosnan como el nuevo Bond. También fue la primera lanzada tras la caída de la Unión Soviética y el final de la Guerra Fría, temas recurrentes en las cintas anteriores. Recaudó más de 350 millones de dólares en el mundo y marcó un punto de quiebre en la saga que la llevó a su modernización.
En 1996 la actriz ya superaba los 60 años y, a pesar de su larga carrera actoral, GoldenEye era apenas la quinta película que había realizado. No sería hasta 1997 cuando logró la consagración al interpretar a la reina Victoria en Mrs Brown. La película, que narra la cercana relación de la reina con su sirviente favorito John Brown, fue dirigida por John Madden y concebida inicialmente para la televisión hasta que Harvey Weinstein, director de Miramax, decidió financiarla y llevarla al cine. Mrs Brown fue proyectada en la selección Un Certain Regard del Festival de Cine de Cannes, recibió críticas positivas y logró un sorpresivo desempeño en la taquilla, haciéndose con más de 13 millones de dólares. Judi Dench recibió su cuarto premio BAFTA y su primera candidatura al Óscar. 
El mismo año rodó su segunda película de James Bond, El mañana nunca muere, grabada en Francia, Tailandia, Alemania, Reino Unido, Vietnam y China. Logró un buen desempeño en la taquilla y recibió una nominación al Globo de Oro. En 1998 volvió a trabajar con John Madden en la comedia romántica Shakespeare in Love, la cual narra la supuesta historia de amor de William Shakespeare mientras escribía su obra Romeo y Julieta. Judi interpretó a la reina Isabel I en un reducido papel secundario que le brindó el aplauso de la crítica cinematográfica y los galardones más importantes de la industria, entre ellos, el Óscar. Durante su discurso de aceptación bromeó diciendo «creo que por ocho minutos en pantalla solo debería recibir un poco de él», mientras sostenía la estatuilla.
En 1999 incursionó en Broadway al interpretar a Esme Allen en la obra Amy's View, papel que le dio el premio Tony. El mismo año se reunió con Franco Zeffirelli en la cinta Té con Mussolini, que narra la historia de un joven italiano (inspirado en el mismo Zeffirelli) acobijado por un grupo de mujeres europeas y americanas de la alta sociedad en el marco de la Segunda Guerra Mundial. La cinta contó con la participación de otras aclamadas actrices como Joan Plowright, Maggie Smith, Lily Tomlin y Cher. Su tercera película en James Bond llegaría el mismo año: El mundo no es suficiente. Dicha entrega desarrolló a mayor profundidad el rol de M, quien es el objetivo del enemigo principal, Renard, quien la acusaba de haber intentado matar a su hija Electra.

### 2000–2005: Consagración en Hollywood
Su primera película en el nuevo milenio fue Chocolat, protagonizada por Johnny Depp y Juliette Binoche. Le seguiría Iris en 2001, en donde interpretó a la novelista Iris Murdoch en su vejez, un papel que compartió con Kate Winslet, quien la interpretó en su juventud. La cinta les otorgó a ambas una candidatura al premio Óscar, la cuarta para Judi en cinco años. 
En enero de 2001, su esposo, Michael Williams, falleció debido a un cáncer de pulmón tras un matrimonio de 30 años. Inmediatamente después de su funeral, Judi viajó a Canadá para grabar The Shipping News como terapia para enfrentar su pérdida. En sus palabras comentó: 

Personas y amigos decían: "no lo estás enfrentando, lo necesitas"; y tal vez tenían razón, yo sentí que sí [lo estaba enfrentando] – a través de la actuación. El duelo te da una enorme cantidad de energía. Necesitaba usar eso.

The Shipping News fue protagonizada por Kevin Spacey y Julianne Moore, basada en la novela homónima de E. Annie Proulx. Aunque la cinta recibió críticas mixtas y no tuvo el desempeño esperado en taquilla, Judi fue candidata a los premios BAFTA y SAG por su interpretación.
En 2002 apareció en la cinta La importancia de llamarse Ernesto, una comedia basada en la obra de Oscar Wilde con un papel que ya había interpretado en numerosas ocasiones en el escenario en 1982. Protagonizada por Rupert Everett, Colin Firth y Reese Witherspoon, la cinta fue acogida por la crítica, quienes la llamaron «entretenimiento fresco, apoyado por un notable reparto». El mismo año rodó su cuarta película de James Bond, Die Another Day, la vigésima de la saga. Fue la última cinta protagonizada por Pierce Brosnan y la de mayor recaudación hasta la fecha, a pesar de algunas críticas negativas que le reprochaban el excesivo uso de animación por computadora.
En 2004 participó en la cinta de ciencia ficción Las crónicas de Riddick, protagonizada por la conocida estrella del cine de acción Vin Diesel, quien hizo modificar el guion para incluir a Judi, ya que quería trabajar con ella. La cinta no disfrutó de ningún éxito ni en taquilla ni de crítica, aunque la misma Judi la declaró «tremendamente divertida» de hacer, a pesar de no tener «ninguna idea de lo que trataba el guion». El crítico James Berardinelli, de ReelViews, escribió que el único propósito de su rol fue «darle la oportunidad de aparecer en una cinta de ciencia ficción».
Tras Riddick, participó en un drama más convencional, La última primavera, junto a su amiga Maggie Smith. Allí interpretó a una de las dos viejas hermanas que dan ayuda y salvaguardia a un joven marinero perdido en el mar, pero del que luego se enamora. La cinta ganó reseñas positivas y el consagrado crítico cinematográfico Roger Ebert, de Chicago Sun-Times, la llamó «perfectamente dulce y civilizada [y] un placer al ver a Smith y Dench juntas; su actuación es tan natural que podrías [percibir] su respiración». También en 2004 dio su voz a una de las vacas protagonistas en la cinta animada de Walt Disney Studios Home on the Range, aunque disfrutó de moderado éxito en taquilla.
En 2005 participó en la aclamada cinta Orgullo y prejuicio, dirigida por Joe Wright y adaptada de la novela homónima de Jane Austen. Judi fue incluida en el reparto a petición personal del director, quien en una carta le escribió: «adoro cuando interpretas a una perra. Por favor, ven y se una perra para mí». Disponía de solo una semana para rodar sus escenas como Lady Catherine de Bourgh, forzando al director a grabarla en la primera semana de filmación. Orgullo y prejuicio fue un éxito en taquilla y crítica, recaudando alrededor de 121 millones de dólares y logrando varias candidaturas a los premios Óscar.

### 2006–2014: Actriz de culto

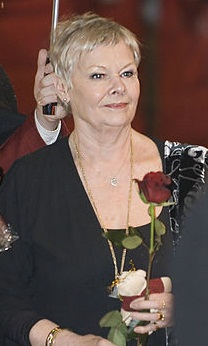
La actriz arribando al estreno de Notes on a Scandal en Berlín; 2007.

En 2006 la saga de James Bond fue renovada nuevamente aunque Judi conservó su rol de M. La primera cinta, Casino Royale, protagonizada por Daniel Craig, logró un éxito muy superior que sus antecesoras, haciéndose con casi 600 millones de dólares en taquilla, lo que la consagraría como una de las películas más taquilleras de la saga. En abril regresó a las tablas del West End con la obra Hay Fever al lado de Peter Bowles, Belinda Lang y Kim Medcalf, y finalizó el año con el musical del Teatro Real de Shakespeare Las alegres comadres, inspirado en Las alegres comadres de Windsor.
De igual manera, protagonizó la cinta de suspense psicológico Notes on a Scandal, dirigida por Richard Eyre, coprotagonizada por Cate Blanchett y basada en la novela Diario de un escándalo, de Zoë Heller. Allí interpretó a Bárbara, una anciana y posesiva profesora de un colegio público de Londres que se enamora de una colega más joven. Judi ya conocía el libro y se declaró «fascinada de interpretar a una mujer [como Bárbara], [y de] tratar de encontrar un rastro de humanidad en esa espantosa persona». La cinta logró un buen desempeño en taquilla y ganó el aplauso de la crítica. Roger Ebert declaró su actuación con Cate Blanchett como «quizás la más grande de 2006». Ambas recibieron la nominación al Óscar; la sexta para Judi.
En noviembre de 2007 apareció en la miniserie de BBC One Cranford, junto a Eileen Atkins, Michael Gambon e Imelda Staunton, y en febrero de 2008 prestó su voz para una de las atracciones mecánicas espaciales del parque Walt Disney World Resort. Fue declarada patrona del festival de teatro York Youth Mysteries, lugar donde dio sus primeros pasos en la actuación, organizado para promover entre los jóvenes las obras locales a través de la danza, el cine y el arte circense. Su única película del año, la vigésima segunda entrega de la saga James Bond, Quantum of Solace, recaudó cerca de 590 millones de dólares pero no fue tan bien valorada por la crítica como su antecesora. El director Marc Forster sintió que su papel como M había perdido relevancia en las entregas anteriores, por lo que desarrolló a mayor profundidad su rol en la cinta. Por dicha interpretación recibió una candidatura al premio Saturn.
Volvió al West End a mediados de 2009 con la obra japonesa Madame de Sade y participó en el proyecto cinematográfico experimental de Sally Potter titulado Rage, inspirado en la industria de la moda y con un elenco de 14 actores. Se sintió atraída de participar, pues, según ella, no había hecho algo similar anteriormente. También comentó «me gusta hacer algo que no es esperable o predecible. Tuve que aprender a fumar un cigarro [de marihuana] y terminé encendiendo mis pantalones». Su siguiente filme fue Nine, basado en la cinta —luego convertida en musical— 8½. También un musical, Nine, contó con la participación de un laureado elenco, entre ellos, Daniel Day-Lewis, Marion Cotillard, Nicole Kidman, Penélope Cruz y Sophia Loren, y fue candidata a cuatro premios Óscar. Judi interpretaba a Lili La Fleur, una excéntrica pero maternal diseñadora francesa con un número en pantalla: «Folies Bergère». A pesar de los comentarios mixtos, Nine fue candidata a cuatro premios Óscar.
El mismo año grabó la segunda parte de la miniserie Cranford, titulada Return to Cranford. Su interpretación fue aclamada esta vez, siendo nominada a los premios Globo de Oro, Emmy y Satellite. En 2010 interpretó a Titania como la reina Isabel I de Inglaterra en la obra El sueño de una noche de verano, casi 50 años después de haberla interpretado por primera vez en la Compañía de Shakespeare. En julio cantó «Send in the Clowns» en honor al 80.º cumpleaños del compositor Stephen Sondheim, durante una conmemoración celebrada en el Royal Albert Hall.

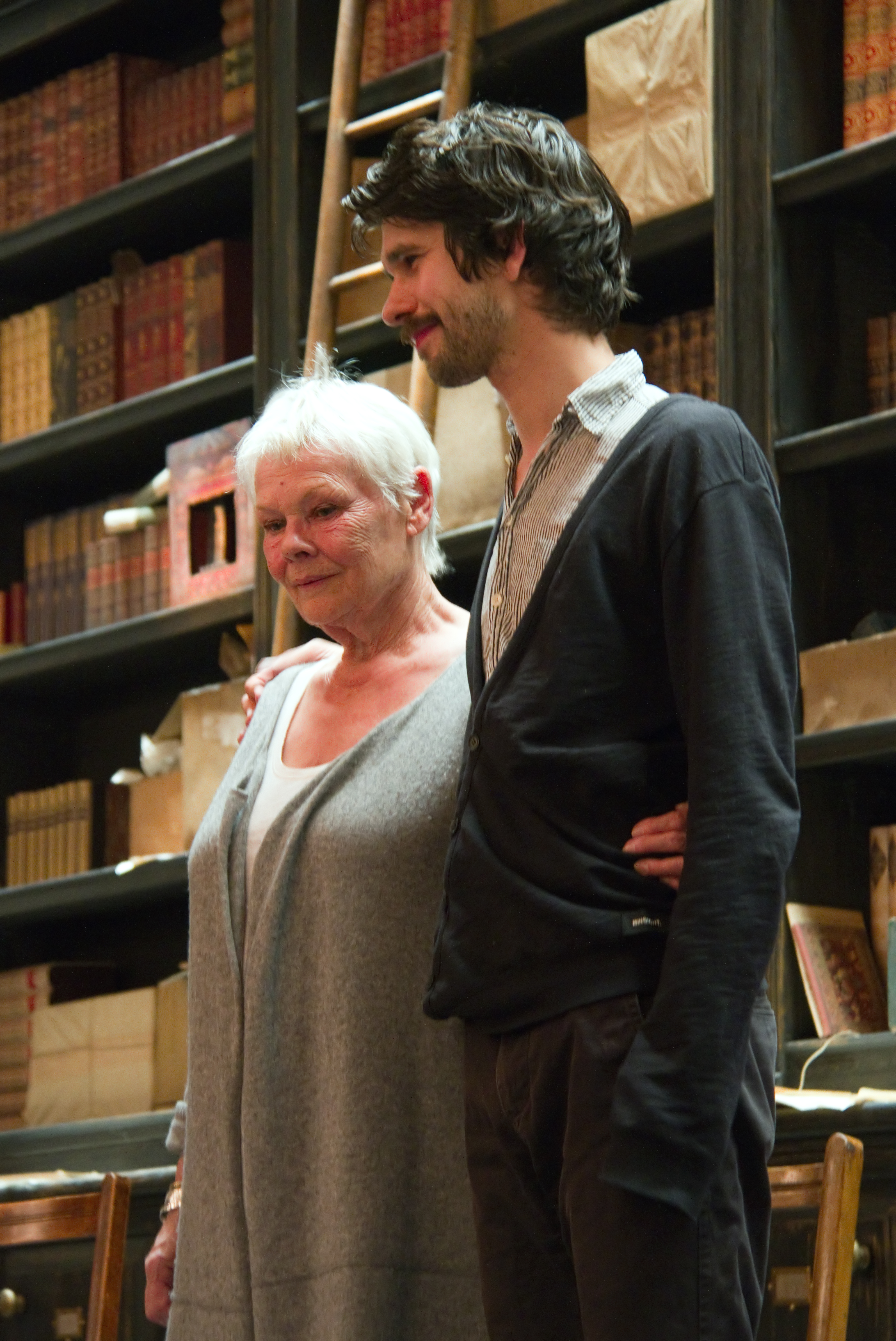
La actriz y la coestrella de Skyfall Ben Whishaw en mayo de 2013.

En 2011 apareció en las películas Jane Eyre, Mi semana con Marilyn y J. Edgar. La primera basada en la novela homónima de Charlotte Brontë y protagonizada por Mia Wasikowska. Judi fue incluida en el proyecto a petición personal del director Cary Fukunaga, quien le prometió en una carta que «la haría la mujer más sexy en el set si aceptaba hacer la película». Aunque recibió el respaldo de la crítica, no logró el éxito esperado en taquilla. La segunda, inspirada en la cinta El príncipe y la corista de 1957 y en donde interpretó a Sybil Thorndike, un papel que le supuso la candidatura al premio BAFTA. La tercera, un drama biográfico sobre J. Edgar Hoover, protagonizada por Leonardo DiCaprio. Dench fue incluida en el proyecto a petición personal del director Clint Eastwood, quien la llamó y la invitó a participar, a pesar de que ella no lo reconoció en un primer momento y pensó que se trataba de una broma.
Realizó dos pequeños cameos en las cintas Pirates of the Caribbean: On Stranger Tides, considerada una de las más exitosas de la historia del cine tras recaudar más de 1000 millones de dólares en taquilla, y en Run for Your Wife, por el contrario declarada una de las peores, recaudando apenas 602 libras en taquilla.
En 2012 trabajó nuevamente con el director John Madden en la comedia dramática El exótico Hotel Marigold junto con los actores Maggie Smith, Bill Nighy, Tom Wilkinson, Penelope Wilton, Dev Patel y Louise Brealey. La cinta, que trataba de un grupo de pensionados ingleses que viajaban a la India para el retiro, disfrutó de un sorpresivo éxito en taquilla, recaudando cerca de 140 millones de dólares y convirtiéndose en una de las más vistas del año. Peter Travers, de la revista Rolling Stone, llamó su interpretación una «maravilla resiliente» y consecuentemente, logró una candidatura a los premios Británicos del Cine Independiente y a los Globo de Oro. El mismo año protagonizó el cortometraje independiente Friend Request Pending, parte del proyecto Stars in Shorts. El corto, de doce minutos, narra la historia de una longeva mujer que queda fascinada al descubrir las relaciones amorosas a través de las redes sociales.
Su última aparición en la saga James Bond llegó con Skyfall, dirigida por Sam Mendes. Allí su personaje, M, muere al ser objeto de un complot por parte de un exagente del MI6, interpretado por Javier Bardem, para humillarla, desacreditarla y acabar con su vida. Skyfall coincidió con el 50.º aniversario de la saga, recaudó más de 1100 millones de dólares y se convirtió en la entrega más exitosa de la prolongada franquicia, además de convertirse en la más exitosa en la historia del Reino Unido. Su interpretación fue calificada como «convincentemente brillante», siendo candidata al premio Saturn. El actor Ralph Fiennes tomaría su lugar en la saga.
En 2013 protagonizó Philomena, un drama dirigido por Stephen Frears. Basada en hechos reales, narra la historia de Philomena Lee y de su búsqueda de más de medio siglo de su hijo perdido. Debutó durante el Festival de Cine de Venecia y recibió el aplauso de la crítica internacional. Su interpretación fue alabada por los medios, con The Times escribiendo: 

Es un triunfo para [Judi] Dench. A sus 78 años, con una carrera dorada tras ella y con reinas y otras frías matriarcas. La afectividad bajo presión que irradia aquí es casi una sorpresa [...] Dench da una interpretación de gracia [...] y heroísmo cinematográfico.

Por Philomena, Judi recibió su séptima nominación al premio Óscar.

### 2015–2024: Últimos papeles y retiro
En 2015 apareció en la adaptación para televisión del cuento Esio Trot, de Roald Dahl, dirigida por Dearbhla Walsh y coprotagonizada por Dustin Hoffman. Fue emitida en el día de año nuevo en Reino Unido, siendo uno de los programas más vistos de la semana y dándole a la actriz una candidatura al premio Emmy Internacional.
En 2017 protagonizó los filmes de Victoria & Abdul, interpretando a la reina Victoria de Inglaterra, basada en la amistad entre la soberana y un campesino indio, la cual consiguió superar los prejuicios y protocolos reales. Si bien la película recibió críticas tibias por su «narrativa desequilibrada», Dench obtuvo elogios específicos por su actuación, lo que le valió a la actriz su duodécima nominación al Globo de Oro. Y el filme Murder on the Orient Express (2017) de Kenneth Branagh donde Dench interpretó a la princesa Dragomiroff junto a Johnny Depp, Michelle Pfeiffer y Penélope Cruz.
En 2019, Dench presentó una serie documental sobre naturaleza de dos partes para la cadena ITV llamada Judi Dench's Wild Borneo Adventure en la que ella y su pareja viajaron por Borneo, observando su extraordinaria vida silvestre y los esfuerzos de los conservacionistas para preservarla para las generaciones futuras. En otoño de 2019, interpretó a Old Deuteronomy en la adaptación cinematográfica de Cats de Tom Hooper junto a Jennifer Hudson, Ian McKellen y James Corden. En 2021, Dench tuvo un papel recurente en la película de Belfast, de Kenneth Branagh. Le valió a Dench su octava nominación al Premio Óscar.
En enero de 2023, Dench apareció en el concierto de la BBC, Old Friends de Stephen Sondheim, donde cantó "Send in the Clowns" de A Little Night Music. En marzo de 2023, se anunció que Dench aparecería en un espectáculo único en el Festival Fringe de Edimburgo de ese año, hablaría de su vida y carrera con Gyles Brandreth, y también cantaría e interpretaría extractos de sus trabajos anteriores. El programa se tituló: I Remember It Well: Judi Dench in Conversation with Gyles Brandreth. En abril de 2023, Dench fue partícipe de un documental autobiográfico de Channel 5, titulado The Divine Judi Dench: Our National Treasure.

## Vida personal
Dench reside en Outwood, Surrey. Dench se casó con el actor Michael Williams en 1971; permanecieron juntos hasta su muerte por cáncer de pulmón en 2001. Su única hija, Finty Williams, nació en 1972 y se convirtió en actriz. A través de su hija, Dench tiene un nieto que nació en 1997.
Dench mantiene una relación con David Mills, desde 2010. En una entrevista de 2014 con la revista The Times, habló de cómo nunca esperó volver a encontrar el amor después la muerte de su esposo y dijo: "Ni siquiera estaba preparada para estar lista para esto. Fue muy, muy gradual y adulto. Es simplemente maravilloso". La pareja se conoció cuando Dench acordó oficiar la inauguración de un nuevo recinto para ardillas en el British Wildlife Center, del cual Mills es el fundador y director.
A principios de 2012, Dench habló de su degeneración macular, en uno de sus ojos, como uno "seco" y el otro "húmedo", por lo que ha sido tratada desde entonces. Dijo que necesita que alguien le leyera los guiones. En 2024, se informó que la vista de Dench se había deteriorado hasta el punto de que no podía seguir actuando con lo que se retiró de la actuación. También se sometió a una cirugía de rodilla en 2013, pero se recuperó bien del procedimiento y afirmó que su rodilla ya no era un problema.
Dench es tutora del centro educativo, American Shakespeare Center. Además es una mecenas del Shakespeare Schools Festival, una organización caritativa del Reino Unido que ayuda a niños y niñas con el teatro y obra de Shakespeare. También es madrina de otros proyectos como el Shakespeare North, en la ciudad de Prescot, Reino Unido. En 2011, junto a Sting y Richard Branson, publicaron una carta abierta hacia el gobierno británico para que adoptase más medidas en políticas de defensa del uso farmacéutico de las drogas. En 2014, Dench fue una de las 200 celebrities en firmar una carta abierta para llevar a cabo un referéndum en Escocia para votar sobre su independencia del Reino Unido.

## Filmografía selecta
| - El tercer secreto (1964) - El sueño de una noche de verano (1968) - Una habitación con vistas (1985) - Enrique V (1989) - GoldenEye (1995) - Hamlet (1996) - El mañana nunca muere (1997) - Mrs Brown (1997) - Shakespeare in Love (1998) - The World Is Not Enough (1999) | - Té con Mussolini (1999) - Chocolat (2000) - Atando cabos (2001) - Iris (2001) - Die Another Day (2002) - The Chronicles of Riddick (2004) - La última primavera (2004) - Mrs Henderson presenta (2005) - Orgullo y prejuicio (2005) - Notes on a Scandal (2006) - Casino Royale (2006) | - Quantum of Solace (2008) - Nine (2009) - J. Edgar (2011) - Pirates of the Caribbean: On Stranger Tides (2011) - Jane Eyre (2011) - Mi semana con Marilyn (2011) - Skyfall (2012) - El exótico Hotel Marigold (2012) - Philomena (2013) - El nuevo exótico Hotel Marigold (2015) - Spectre (2015) | - Miss Peregrine's Home for Peculiar Children (2016) - Tulip Fever (2017) - Murder on the Orient Express (2017) - Victoria & Abdul (2017) - Red Joan (2018) - Cats (2019) - Artemis Fowl (2020) - Six Minutes to Midnight (2020) - Belfast (2021) - Allelujah (2022) |

## Premios y nominaciones
Entre sus numerosos elogios por su trabajo actoral, Dench ganó un Premio Óscar a la mejor actriz de reparto por su papel de la Reina Isabel I en la comedia romántica Shakespeare in Love (1998). Recibiendo un total de ocho nominaciones, la última como actriz de reparto por su papel en Belfast (2021). También ha ganado seis Premios BAFTA, dos premios Globo de Oro y dos Premios del Sindicato de Actores, un premio Tony y siete premios Laurence Olivier.
Dench fue nombrada Oficial de la Orden del Imperio Británico (OBE) en los Honores de Cumpleaños de 1970 y Dama Comandante de la Orden del Imperio Británico (DBE) en los Honores de Año Nuevo de 1988. Fue nombrada Miembro de la Orden de los Compañeros de Honor (CH) en los Honores de Cumpleaños de 2005. También ha obtenido una variedad de premios, títulos y títulos académicos, de la Commonwealth y honorarios. En 2024, Dench y Siân Phillips se convirtieron en las primeras mujeres miembros del notorio club privado de Londres, The Garrick Club.

## Libros
- And Furthermore.
- Behind the Scenes.
- The man who pays the rent.